# Sabir Achefay
Sabir Achefay (Amsterdam, 21 november 1995) is een Nederlands voetballer van Marokkaanse afkomst die doorgaans als aanvaller speelt.

## Carrière
Achefay begon te voetballen bij RKSV Pancratius waarna hij overstap maakte naar Jong PEC Zwolle. Op 15 juni 2015 ging hij naar FC Lienden. Op 25 maart 2018 bereikte VV Noordwijk akkoord met VV Katwijk voor een transfer van Achefay. Op 28 december 2019 ging Achefay naar Quick Boys met een ruildeal voor Marc de Kruijs. Na 1 jaar werd hij clubloos en vertrok hij na VV DOVO.

### Ittihad Tanger
Op 21 januari 2023 vertok Achefay bij VV Noordwijk naar Ittihad Tanger. Op diezelfde dag tekende hij een contract bij Ittihad Tanger. Op 21 februari 2023 in de thuiswedstrijd tegen Moghreb Athletic Tétouan maakte Achefay zijn debuut voor Ittihad Tanger.
Hij speelde maar twee wedstrijden en tekende toen mislukt bij SDC Putten.

## Statistieken
| Seizoen                         | Club           | Land           | Competitie     | Competitie | Competitie | Beker | Beker | Totaal | Totaal |
| Seizoen                         | Club           | Land           | Competitie     | Wed.       | Dlp.       | Wed.  | Dlp.  | Wed.   | Dlp.   |
| ------------------------------- | -------------- | -------------- | -------------- | ---------- | ---------- | ----- | ----- | ------ | ------ |
| 2022/23                         | Ittihad Tanger | Marokko        | Botola Pro     | 2          | 0          | 0     | 0     | 2      | 0      |
| Carrièretotaal                  | Carrièretotaal | Carrièretotaal | Carrièretotaal | 2          | 0          | 0     | 0     | 2      | 0      |
| Bijgewerkt t/m 11 november 2023 |                |                |                |            |            |       |       |        |        |